# Broeikaskikker
De broeikaskikker (Eleutherodactylus planirostris) is een kikker uit de familie Eleutherodactylidae.

## Naamgeving
De soort werd voor het eerst wetenschappelijk beschreven door Edward Drinker Cope in 1862. Oorspronkelijk werd de wetenschappelijke naam Hylodes planirostris gebruikt. De broeikaskikker behoorde lange tijd tot het geslacht Euhyas. De Nederlandstalige naam broeikaskikker slaat op de gewoonte in sterk gecultiveerde gebieden te overleven, zoals plantenkassen. De soortaanduiding planirostris is afgeleid van planus, 'plat' en rostrum, 'snuit'.

## Uiterlijke kenmerken
De maximale lengte van de broeikaskikker is ongeveer 2 centimeter, vrouwtjes worden iets groter tot 3 cm. Het lichaam is enigszins pad-achtig; een wrattige huid met een grijsbruine kleur en donkere tot zwarte kleine en zeer grillige vlekjes. Er komen ook gestreepte exemplaren voor, met vaak een lichtbruine streep op het midden van de rug. De meeste exemplaren hebben een zwarte vlek tussen de ogen en een rode vlek op de neuspunt. De neuspunt is vrij spits. Verder zijn de hechtschijven goed zichtbaar, de iris is groengeel en de buik lichtgrijs tot wit.

## Leefwijze
Het is zowel een klimmer als een bodemdier, en is nachtactief. Er wordt in bomen gerust maar tijdens het jagen wordt de bodem opgezocht op zoek naar kleine insecten.

## Verspreiding en leefgebied
Deze kikker komt voor in Cuba, de Bahama's, de Kaaimaneilanden en vele kleinere omliggende eilandjes, en leeft in zowel drogere als vochtige bossige gebieden, drogere delen van moerassen en graslanden. Ook in tuinen en kassen wordt deze kikker regelmatig aangetroffen. De soort is uitgezet in Hawaï en Florida waar hij als invasieve soort wordt beschouwd als plaag wordt gezien.

## Voortplanting
De voortplanting van de soorten uit dit geslacht is erg bijzonder; er is namelijk geen larvaal stadium, althans niet zichtbaar. De eitjes worden afgezet tussen vochtige bladeren. Na enkele weken komen er direct jonge kikkertjes met nog wel een klein staartje uit het ei gekropen, dat een zachte, vliesachtige schaal heeft. Hierdoor heeft deze soort geen oppervlaktewater nodig en kan de kikker leven in streken zonder oppervlaktewater, zelfs in de paartijd.